# Luis de Cerqueira
Luis de Cerqueira S. J. (auch Ludovici, Luiz; * 1552 in Vila de Alvito (Portugal); † 16. Februar 1614 in Nagasaki) war ein portugiesischer Jesuit und Bischof in Japan, der für das Christentum in Japan von 1598 bis 1614 missionierte.
1566 begann er sein Noviziat und Studium im Jesuitenorden in Évora. Um 1575 bis 1577 wurde er dem Sekretariat des Jesuitengenerals in Rom zugeordnet. 1585 und 1586 lehrte er als Professor der Theologie an der Universität Coimbra, 1586 bis 1589 arbeitete er für den Provinzial von Portugal, danach wieder als Theologieprofessor an der Jesuitenuniversität Évora. Im Januar 1592 erfuhr er von seiner Ernennung zum Koadjutor im Bistum Funai, das in Japan erst seit 1588 bestand, erhielt die päpstliche Bulle aber erst 1594, sodass er in der Wartezeit zum Doktor theol. promovierte (November 1593). Die jesuitische Asienmission stand in der Nachfolge von Franz Xaver. Am 30. März 1594 brach Cerqueira nach Asien auf, erreichte am 22. September 1594 die portugiesische Kolonie Goa und kam am 7. August in Macao an. Zum Bischof von Funai in Japan wurde er im Februar 1598 ernannt nach dem Tod von Pedro Martínez. Trotz der bedrohlichen Lage in Japan, wo 1597 die 26 Märtyrer von Nagasaki umkamen, fuhr er im Juli/August 1598 dorthin, begleitet vom Visitator Alessandro Valignano. Um die gleiche Zeit erkrankte der jesuitenfeindliche Militärdiktator Japans Toyotomi Hideyoshi schwer und verstarb im September. Cerqueira blieb in Japan. Sein diplomatischer und angenehmer Umgangsstil half ihm, den katholischen Glauben trotz vieler Angriffe bis zu seinem Tode 1614 vorerst noch zu erhalten. Der neue mächtige Shōgun Tokugawa Ieyasu verbot in seinem Bereich 1613 das Christentum und in ganz Japan 1615.